# Pikliste
Pikliste (macedónul: П’клиште) település Észak-Macedóniában, a Északkeleti körzetben, Rankovce községben.

## Népesség
| Lakosok száma | 200  | 225  | 236  | 198  | 125  | 62   | 50   | 30   | 16   |
|               | 1948 | 1953 | 1961 | 1971 | 1981 | 1991 | 1994 | 2002 | 2021 |

- 2002-ben 30 lakosa volt, akik mindannyian macedónok.